# Notre-Dame d'Étang
Notre-Dame d'Étang est une statuette de Vierge à l’enfant en pierre, du XIe siècle ou du XIIe siècle, conservée à l’église de Velars-sur-Ouche. Elle ne doit pas être confondue avec le monument à Notre-Dame d'Étang, qui se situe près de Velars-sur-Ouche, sur la montagne d'Étang, en Côte-d'Or.

## Description de la statue
Cette statuette en pierre peinte, haute de quatorze centimètres, représente la Vierge, assise sur un siège, tenant sur ses genoux l’enfant Jésus, dont la tête a disparu. Marie est habillée d’une robe d’un brun rouge et d’un manteau vert. L’enfant Jésus est revêtu d’une robe rouge. L’usage est d’orner la statue d’une robe de tissu et de poser sur sa tête une couronne d’orfèvrerie.
La statue tient son nom de la montagne d'Étang sur laquelle elle a été découverte en 1435. Ce sommet situé à une dizaine de kilomètres de Dijon domine la commune de Velars-sur-Ouche.
Cette statuette est exposée dans l’abside de l’église Saint-Blaise de Velars-sur-Ouche. Elle suscite un pèlerinage marial, qui se manifeste en particulier le 2 juillet et le 8 septembre.

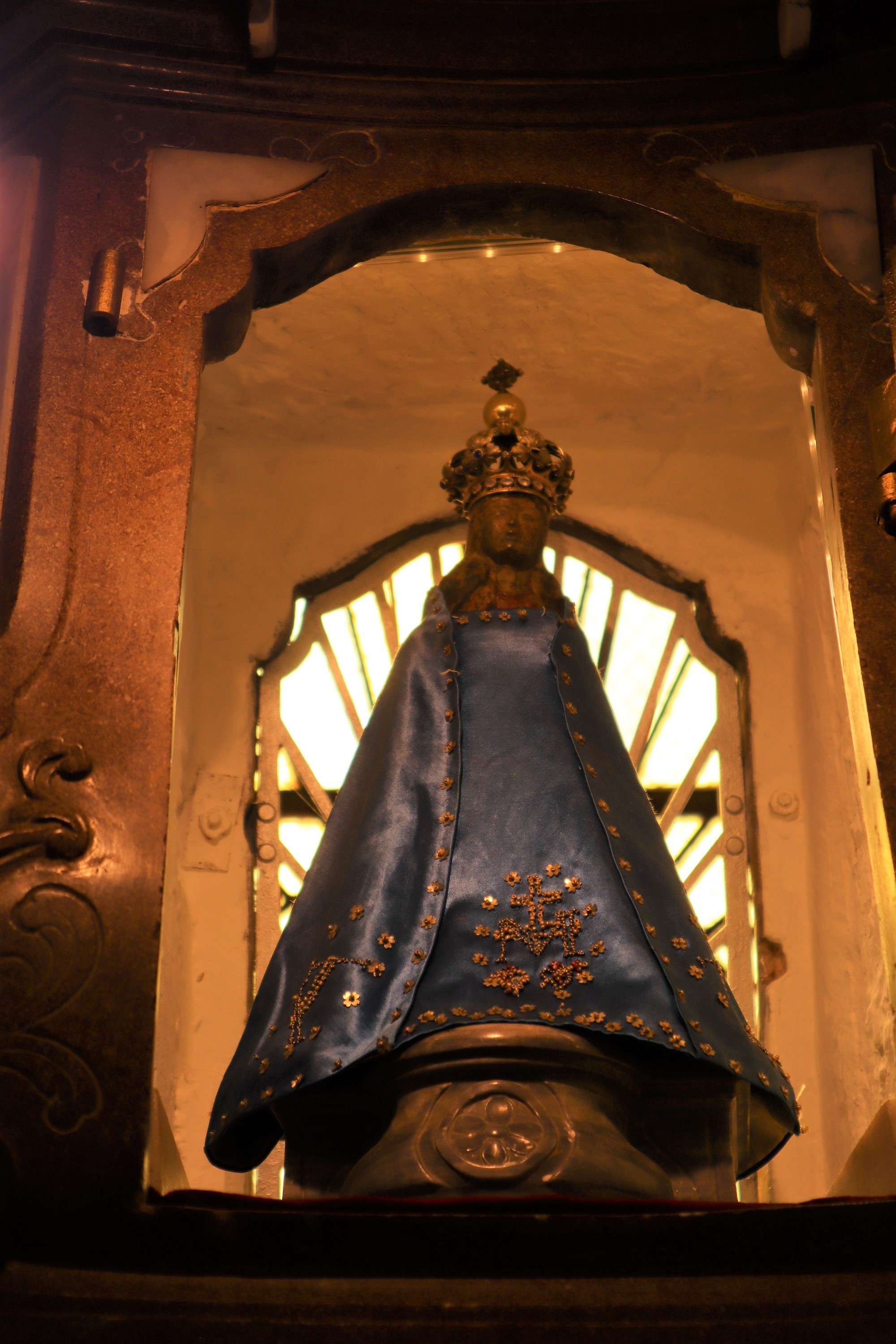
Statue de Notre-Dame-d'Étang.

## Pèlerinage
Le pèlerinage à Notre-Dame d’Étang est connu depuis au moins le XIVe siècle. Dans l’année, des pèlerins isolés gravissent la montagne d’Étang. Les deux fêtes principales, au cours desquelles la statuette est portée en procession de l’église de Velars à la montagne d’Étang, sont le 2 juillet –fête de la Visitation et anniversaire de la découverte de la statue– et le 8 septembre, date instituée en 1865 pour les habitants de Velars et des villages proches puisque c'est le jour de la Nativité de la Vierge Marie.

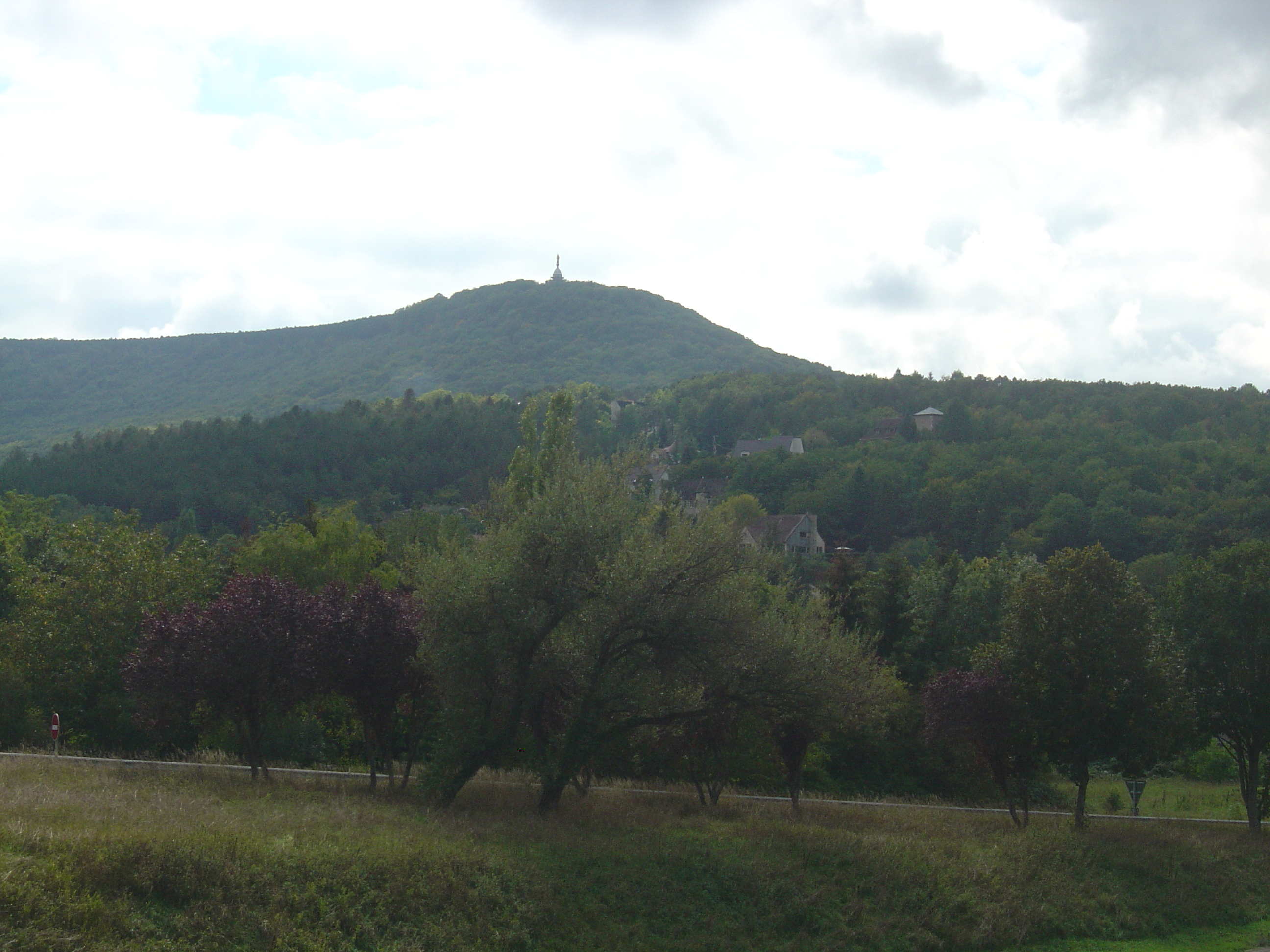
Monument à Notre-Dame d'Étang sur la montagne d'Étang

## Histoire de Notre-Dame d'Étang
La statue de Notre-Dame d’Étang, qui tient son nom de la montagne d’Étang, était connue des puissants au moins dès le XIVe siècle, comme l'atteste un pèlerinage que firent le duc de Bourgogne Philippe le Hardi et son épouse en janvier 1372. La statuette aurait été cachée à la fin du XIVe siècle ou au début du XVe siècle. Le 2 juillet 1435, des pâtres la découvrirent sur la montagne d’Étang, en creusant le sol après avoir observé qu'un bœuf paissait à cet endroit une herbe verdoyante qui repoussait plus haute le lendemain.
Un enfant aveugle de naissance recouvra la vue après avoir été conduit près de la statuette. L’abbé de Saint-Bénigne de Dijon, seigneur de Velars, fit transporter la statue dans son église, mais Notre-Dame d’Étang revint miraculeusement sur le lieu de sa découverte. La statuette fut alors placée dans une chapelle qui existait au sommet de la montagne. Au XVIe siècle, une chapelle plus accessible fut construite au plateau Saint-Joseph ; la statuette y fut déposée en 1526.
Dans les années 1630, on construisit près de la chapelle un couvent de Minimes, dont Louis XIII confirma la fondation par des lettres patentes de 1638. Une confrérie de Notre-Dame d’Étang fut fondée en 1640. Des personnages célèbres firent le pèlerinage de Notre-Dame d’Étang. Selon la tradition, sainte Jeanne de Chantal y vint avec saint François de Sales en 1604, et l’évêque de Genève composa alors une prière à la Vierge. Jeanne de Chantal et François de Sales auraient eu en ce lieu l’inspiration de fonder l’ordre de la Visitation. Sainte Chantal revint devant la statue de Notre-Dame d’Étang en 1610. Parmi les pèlerins figurèrent aussi Bossuet, Louis XIV en 1674, le prince de Condé, qui offrit à Notre-Dame d’Étang des drapeaux conquis lors de ses batailles. En 1636, alors que Dijon était menacée par les troupes du général autrichien Gallas, la statue de Notre-Dame d’Étang fut amenée à Saint-Bénigne, et les Dijonnais considérèrent que Notre-Dame d’Étang les avait protégés de l’invasion. De nombreux autres miracles furent attribués à l’intercession de Notre-Dame d’Étang, notamment la cessation d’épidémies et de sécheresses.
À la Révolution, le monastère des Minimes fut supprimé et la statuette de Notre-Dame d’Étang transférée en 1791 dans l’église Saint-Blaise de Velars-sur-Ouche, où elle se trouve toujours. Elle fut cachée un moment dans une muraille de l’église pendant la Terreur. Le pèlerinage à Notre-Dame d’Étang reprit au début du XIXe siècle. Le 2 juillet 1860, les pèlerins étaient estimés entre trois mille et quatre mille. Au lendemain de la guerre de 1870, l’affluence au pèlerinage augmenta considérablement : quinze mille personnes participèrent à celui du 2 juillet 1873, présidé par l’évêque de Dijon Mgr Rivet. Jusqu’au début du XXe siècle, l’affluence au pèlerinage du 2 juillet varia entre deux mille et sept mille personnes. Une proportion importante de pèlerins venait de Dijon et de ses environs. La confrérie de Notre-Dame d’Étang, fondée au XVIIe siècle et réactivée en 1851, rassemblait quatre mille membres en 1910. Le 4 juillet 1912, des fêtes importantes furent organisées pour le couronnement de la statue, accordé par le pape Pie X ; vingt-cinq mille personnes y auraient assisté. Dans la deuxième moitié du XXe siècle, l’affluence au pèlerinage s’est beaucoup réduite : les pèlerins étaient deux cents le 1er juillet 2001.

## Monument à Notre-Dame d'Étang
Le monument à Notre-Dame d’Étang, construit de 1877 à 1896, s’élève à l’extrémité nord de la montagne d’Étang, à 545 mètres d’altitude. Il se compose d’une chapelle octogonale surmontée d’une tour-lanterne, supportant une statue colossale de Vierge à l’enfant. Le monument constitue un repère pour les voyageurs arrivant à Dijon par la route ou le chemin de fer empruntant la vallée de l'Ouche. Propriété de la commune de Velars-sur-Ouche, il a été inscrit à l'inventaire supplémentaire des monuments historiques par arrêté du 22 janvier 1996.

### Histoire
Cet édifice a été bâti à l’initiative de l'abbé Bernard Javelle (1832-1897), curé de Velars-sur-Ouche, à une époque où le pèlerinage à Notre-Dame d’Étang connaissait un succès très important. Le monument a été entièrement financé par les souscriptions de personnes privées. Sa construction sur les plans de l'architecte Edouard Mairet a duré dix-neuf ans, de 1877 à 1896. L’inauguration s’est déroulée le 2 juillet 1896.

### Description architecturale

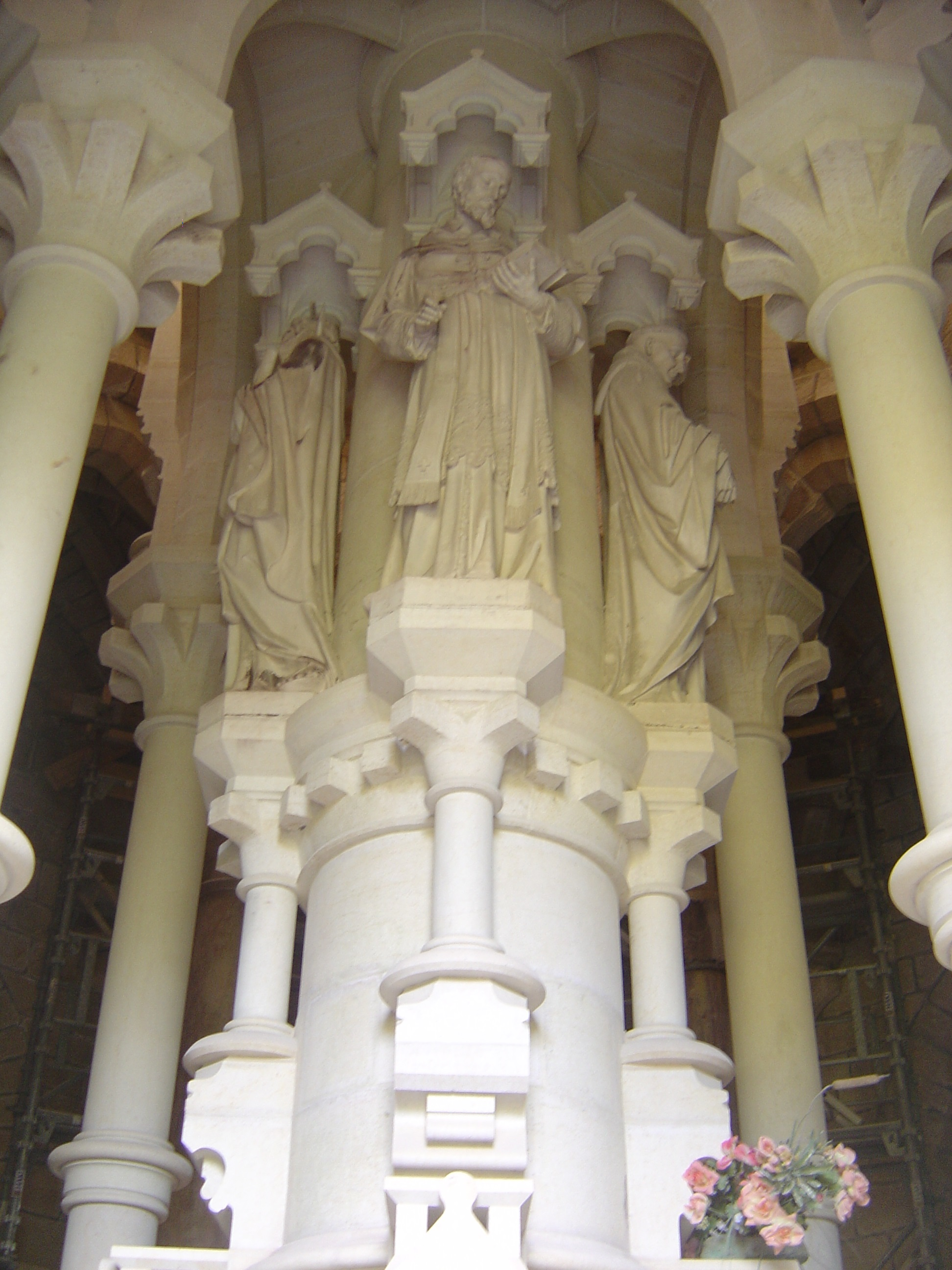
Intérieur du monument à Notre-Dame d'Étang : statues adossées à la colonne centrale

Le monument a été accolé à la chapelle ancienne, qui avait été reconstruite en dernier lieu en 1689. Il comporte une chapelle octogonale percée de trois grandes portes en arc brisé, qui est en partie couverte par une terrasse à laquelle on accède par une tourelle d’escalier. La chapelle est surmontée d'une tour-lanterne à huit grandes fenêtres, coiffée d'une coupole. Celle-ci porte un chapiteau sur lequel s’élève une statue colossale haute de huit mètres, en fonte dorée, de la Vierge soutenant de la main gauche l’enfant Jésus qu’elle présente de la main droite. Cette statue, mise en place en 1893, ne s’appelle pas Notre-Dame d’Étang ; c’est une effigie de la Vierge à l’enfant sans ressemblance avec la statuette de Notre-Dame d’Étang. Elle a été réalisée dans les fonderies de Louis Gasne à Tusey, dans la Meuse, et pèse près de dix tonnes. D'une hauteur de 8 mètres, elle est une des plus grandes statues mariales de France, après notamment celle de Notre-Dame de France au Puy-en-Velay mesurant 16 mètres de haut, ou celle de Notre-Dame de la Garde de Marseille mesurant 11,2 mètres.
À l’intérieur de la chapelle, quatre autels sont adossés à la puissante colonne centrale qui soutient la statue de la Vierge. Ils sont surmontés de statues de saint Bénigne, saint Bernard, saint François de Sales et sainte Jeanne de Chantal. Trois de ces autels sont situés en face des grandes portes de la chapelle, qui s’ouvraient, lors des pèlerinages, pour permettre à la foule stationnant hors du monument de voir le prêtre célébrer la messe.

### La restauration de 2013-2020
Depuis son inauguration, le monument a nécessité de nombreuses réparations. Une réfection complète a été décidée au début du XXIe siècle. La statue monumentale de la Vierge a été déposée en avril 2013, réparée, redorée et remise en place en mars 2015. L'édifice qui la soutient a été également restauré, une grande partie de ses pierres ayant été changée. Les travaux, s'élevant à 2,8 millions d'euros, ont été financés notamment par l’État, la commune de Velars et la Fondation du Patrimoine. L’association des amis de Notre-Dame d’Étang, héritière de la confrérie, a recueilli également des fonds pour la restauration, sous le slogan : « Sauvons Notre-Dame d’Étang », qui aurait dû être : « Sauvons le monument à Notre-Dame d’Étang ». Les travaux ont été inaugurés le 25 septembre 2021. 

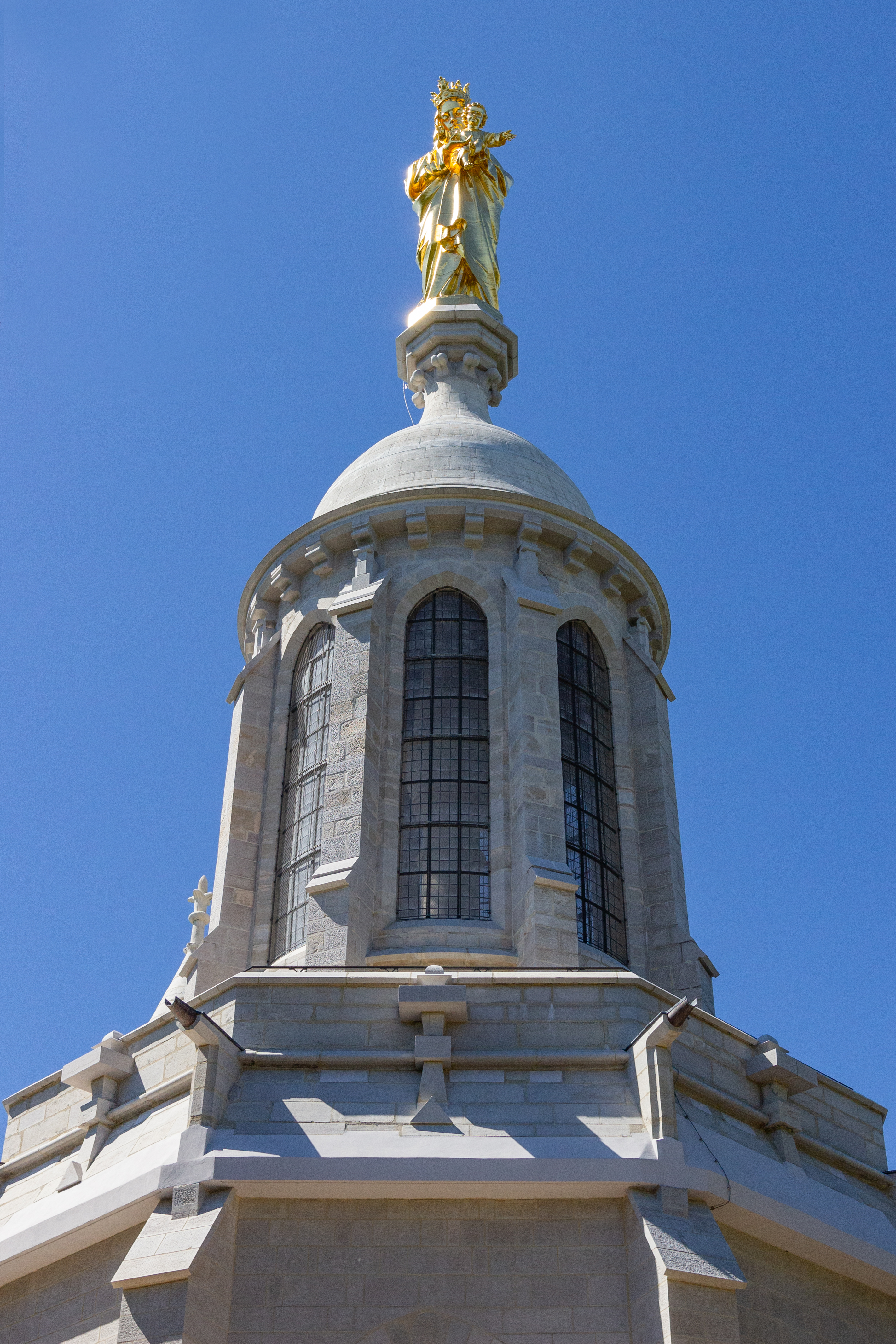
Le monument à Notre-Dame d'Étang en été 2020, après sa restauration.

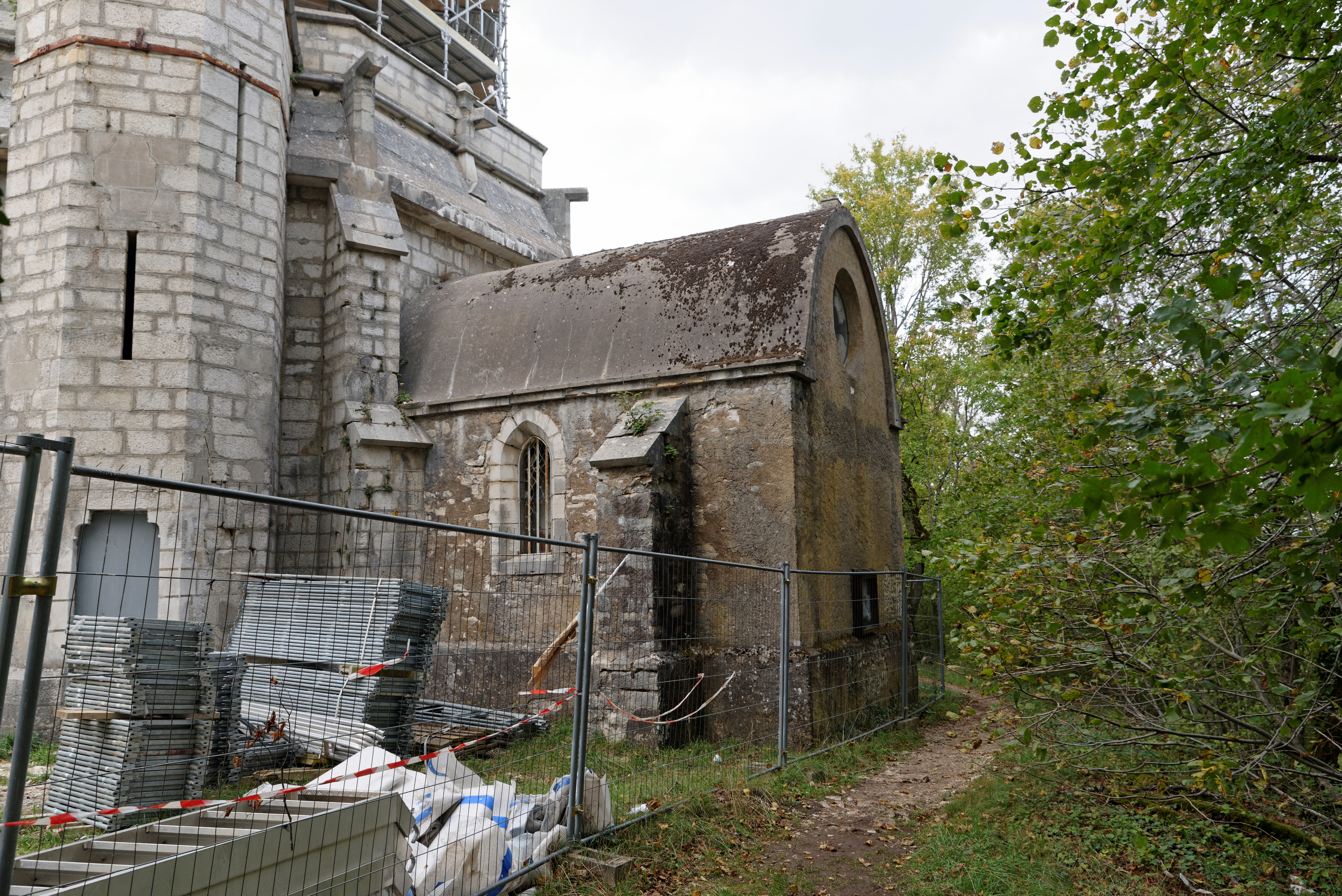
Le monument à Notre-Dame d'Étang en restauration, en septembre 2015
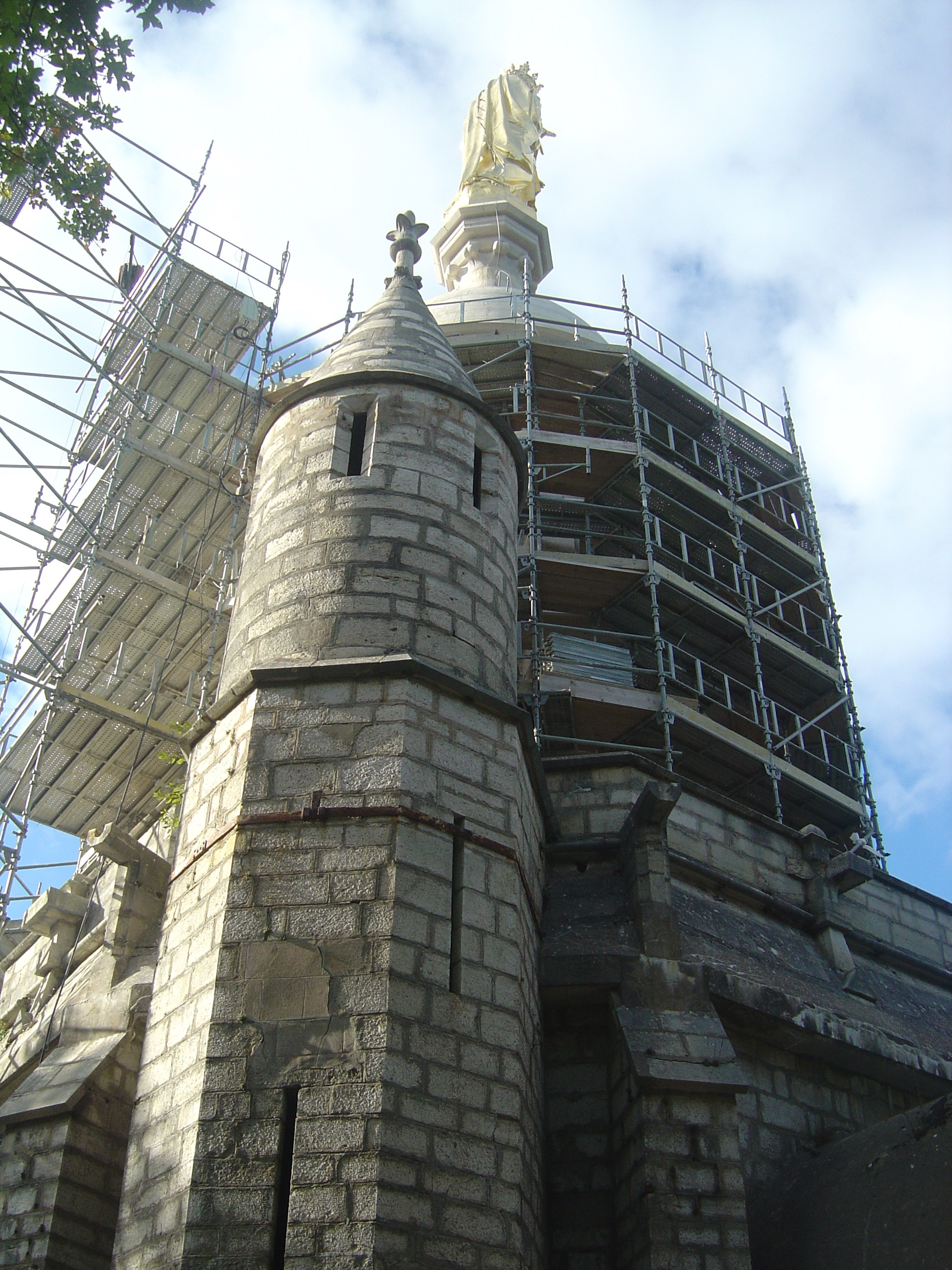
Le monument à Notre-Dame d'Étang en restauration, en septembre 2015